# FC Saburtalo
Football Club Saburtalo (normalt bare kendt som Saburtalo Tbilisi) er en georgisk fodboldklub fra hovedstaden Tbilisi.
Klubben spiller i landets bedste liga, Erovnuli Liga, og har hjemmebane på Bendelas Stadion. Klubben blev grundlagt i 20. august 1999.

## Titler
- Georgiske Liga (2): 2018 og 2024[1]

## Historiske slutplaceringer

### Umaglesi Liga un Pirveli Liga
| Sæson   | Niveau | Liga          | Placering | Kilde(r) |
| ------- | ------ | ------------- | --------- | -------- |
| 2014-15 | 2.     | Pirveli Liga  | 1.        | [ 2 ]    |
| 2015-16 | 1.     | Umaglesi līga | 9.        | [ 3 ]    |
| 2016    | 1.     | Umaglesi līga | 3.        | [ 4 ]    |

### Erovnuli Liga
| Sæson | Niveau | Liga          | Placering | Kilde(r) |
| ----- | ------ | ------------- | --------- | -------- |
| 2017  | 1.     | Erovnuli līga | 4.        | [ 5 ]    |
| 2018  | 1.     | Erovnuli līga | 1.        | [ 6 ]    |
| 2019  | 1.     | Erovnuli līga | 3.        | [ 7 ]    |
| 2020  | 1.     | Erovnuli līga | 5.        | [ 8 ]    |
| 2021  | 1.     | Erovnuli līga | 4.        | [ 9 ]    |
| 2022  | 1.     | Erovnuli līga | 6.        | [ 10 ]   |
| 2023  | 1.     | Erovnuli Liga | 6.        | [ 11 ]   |
| 2024  | 1.     | Erovnuli Liga | 1.        | [ 12 ]   |

## Nuværende trup
Pr. 25. marts 2024.
| Nr. | Land      | Position | Spiller                   |
| --- | --------- | -------- | ------------------------- |
| 2   | Georgien  | FO       | Tsotne Kapanadze          |
| 3   | Georgien  | FO       | Aleksandre Narimanidze    |
| 4   | Georgien  | FO       | Giorgi Jgerenaia          |
| 5   | Georgien  | MI       | Shota Nonikashvili        |
| 6   | Georgien  | MI       | Nikoloz Dadiani           |
| 7   | Georgien  | MI       | Saba Geguchadze           |
| 8   | Georgien  | MI       | Bakar Kardava             |
| 10  | Georgien  | AN       | Giorgi Kokhreidze         |
| 13  | Georgien  | MM       | Lazare Kupatadze          |
| 1   | Georgien  | MM       | Revaz Kurtanidze          |
| 15  | Georgien  | FO       | Irakli Komakhidze         |
| 16  | Argentina | MI       | Román Gamarra             |
| 17  | Georgien  | MI       | Aleksandre Gaprindashvili |

| Nr. | Land      | Position | Spiller             |
| --- | --------- | -------- | ------------------- |
| 18  | Georgien  | AN       | Irakli Sikharulidze |
| 19  | Georgien  | AN       | Daniel Kvartskhava  |
| 20  | Georgien  | FO       | Giorgi Gogsadze     |
| 30  | Nigeria   | FO       | Solomon Agbalaka    |
| 22  | Argentina | MI       | Cristian Ludeña     |
| 24  | Holland   | FO       | Derek Agyakwa       |
| 33  | Georgien  | FO       | Saba Mamatsashvili  |
| 23  | Georgien  | MI       | Otar Mamageishvili  |
| 11  | Georgien  | AN       | Gizo Mamageishvili  |
| 9   | Mali      | AN       | Cheikne Sylla       |
| 32  | Argentina | AN       | Luciano Viano       |
| —-  | Georgien  | MI       | Tornike askurava    |

## Kendte spillere
- David Targamadze
- Vladimir Dvalishvili
- Dimitri Tatanashvili
- Tornike Gorgiashvili
- Gega Diasamidze
- Giorgi Rekhviashvili